# Charles Kamau
Charles Kamau (født 1994 i Kitui, Kenya) er en dansk atlet medlem af Aabenraa IG.

## Internationale ungdomsmesterskaber
- 2011 U20-NM Højdespring 4. plads 2,01

## Danske mesterskaber
- Bronze 2013 Højdespring 1,94
- Bronze 2013 Højdespring-inde 1,94
- Guld 2012 Højdespring 2,03
- Bronze 2012 Højdespring-inde 2,03
- Guld 2011 Højdespring 2,00

## Personlig rekord
- 100 meter: 11,52 sek
- Længdespring: 6,78 meter
- Højdespring: 2,03 meter
- Højdespring-inde: 2,03 meter
- Trespring-inde: 13,54 meter